# Lindleinsberg
Lindleinsberg ist eine Wüstung auf dem Gemeindegebiet der Kreisstadt Kronach im Landkreis Kronach (Oberfranken, Bayern).

## Geographie
Die Einöde befand sich am Rande eines Waldgebiets auf einer Höhe von 397 m ü. NHN zwischen zwei Quellbächen des Föritzbächleins westlich von Judengraben. Im Südwesten schlossen sich daran die Waldgebiete Schwarzholz und Zeyern an.

## Geschichte
Gegen Ende des 18. Jahrhunderts gehörte Lindleinsberg zur Realgemeinde Judengraben. Das Hochgericht übten die Rittergüter Schmölz-Theisenort und Küps-Theisenort in begrenztem Umfang aus. Sie hatten gegebenenfalls an das bambergische Centamt Kronach auszuliefern. Das Rittergut Küps-Theisenort war Grundherr der Fronsölde.
Mit dem Gemeindeedikt wurde Lindleinsberg dem 1808 gebildeten Steuerdistrikt Theisenort und der 1818 gebildeten Ruralgemeinde Gehülz zugewiesen. 1931 brannte das Anwesen ab. In einer topographischen Karte von 1953 war der Ort trotzdem noch verzeichnet.

### Einwohnerentwicklung
| Jahr      | 001818 | 001861 | 001871 | 001885 | 001900 | 001925 | 001950 |
| Einwohner |        | 2      | 8      | 6      | 6      | 5      | †      |
| Häuser    | 1      |        |        | 1      | 1      | 1      | †      |
| Quelle    | [ 3 ]  | [ 6 ]  | [ 7 ]  | [ 8 ]  | [ 9 ]  | [ 10 ] | [ 11 ] |

## Religion
Der Ort war ursprünglich katholisch und nach St. Johannes der Täufer (Kronach) gepfarrt. Seit der Gründung der Pfarrei St. Bonifatius (Gehülz) in der ersten Hälfte des 20. Jahrhunderts waren die Katholiken dorthin gepfarrt.

## Weblink
- Lindleinsberg in der Ortsdatenbank des bavarikon, abgerufen am 20. August 2021.